# Nycteridopsylla trigona
Nycteridopsylla trigona är en loppart som först beskrevs av Ioff et Labunets 1953.  Nycteridopsylla trigona ingår i släktet Nycteridopsylla och familjen fladdermusloppor.

## Underarter
Arten delas in i följande underarter:
- N. t. trigona
- N. t. balcanica